# 川北朝鄰
川北 朝鄰（かわきた ともちか、1840年6月15日（天保11年5月16日） - 1919年（大正8年）2月22日）は、関流七伝免許皆伝の和算家で、参謀本部陸地測量部の測量官を務めた陸軍技師。

## 来歴・人物
1840年（天保11年）、江戸市ヶ谷で生まれる。幼名宗太郎、通称彌十郎。7歳から珠算を学び、村瀬孝養に従学する。その後、村瀬の師である御粥安本の下で学び、1862年（文久2年）の御粥の没後、内田五観を師とし、関流正統を授かる。1870年（明治3年）8月に静岡藩学校に入学し、洋学を学ぶ。1872年（明治5年）、名を朝鄰に改める。1873年（明治6年）に上京し、陸軍兵学寮十三等出仕として陸軍兵学寮や陸軍戸山学校の数学教官を務めたほか、西南戦争には新撰旅団第2大隊会計付として従軍した。1877年（明治10年）、日本数学会および日本物理学会の前身である東京数学会社の設立に参画する。
1886年（明治19年）に非職を命ぜられ、1889年（明治22年）5月〜1891年（明治24年）3月、静岡県尋常中学校で教鞭を執る。1891年（明治24年）に陸地測量部に奉職、三角測量に従事の傍ら、和算家の調査を行った。1908年（明治41年）12月依願免官となる。1917年（大正6年）に林鶴一及び長澤龜之助に関流八伝免許状を授与。

## 著書
- 『數理起源 : 立亭揮筆』 川北朝鄰有頂 編 1914-1915
- 『極數大成術解義 5巻』 高久守静遺稿 ; 川北朝鄰 校正 大正3 [1914] 序
- 『湖山翁著圓錐形組合解』 川北朝鄰 校訂 明治45 [1912] 序
- 『追遠發矇解義』 萩原禎助遺稿 ; 川北朝鄰 校正 [1911] 序
- 『蠡管算法』 萩原禎助 著 萩原要 明43.9
- 『初等微分方程式 : 初等微分積分学続編』 長澤龜之助 編 ; 川北朝鄰 閲 数書閣 明27.10
- 『初等微分積分學』 長澤龜之助編纂 ; 川北朝鄰 校閲 数書閣 1893.12-
- 『初等解析幾何学』 長澤龜之助 編 ; 川北朝鄰 閲 数書閣 明25.12
- 『平面幾何学』 維爾孫 (ウヰルソン（英語版）) 著 ; 真野肇 訳 ; 川北朝鄰 校 [ほか] 中野義房 明21
- 『球面三角法』 突兌翰多爾 (トドハンター) 著 ; 長澤龜之助 訳 ; 川北朝鄰 閲 東京数理書院 明16.8

## 栄典
- 1904年（明治37年）4月12日 - 正八位[5]
- 1904年（明治37年）12月27日 - 勲八等瑞宝章[6]